# Curtiss F11C Goshawk
Curtiss F11C Goshawk máy bay tiêm kích hai tầng cánh của hải quân Hoa Kỳ trong thập niên 1930.

## Biến thể
XF11C-1 (Model 64)
XF11C-2 (Model 64A)
F11C-2 (Model 64A)
XF11C-3 (Model 67)
XBFC-2 Hawk
BFC-2 Hawk
BF2C-1 Goshawk (Model 67A)
Hawk II (Model 65)
Hawk III
Hawk IV (Model 79)

## Quốc gia sử dụng

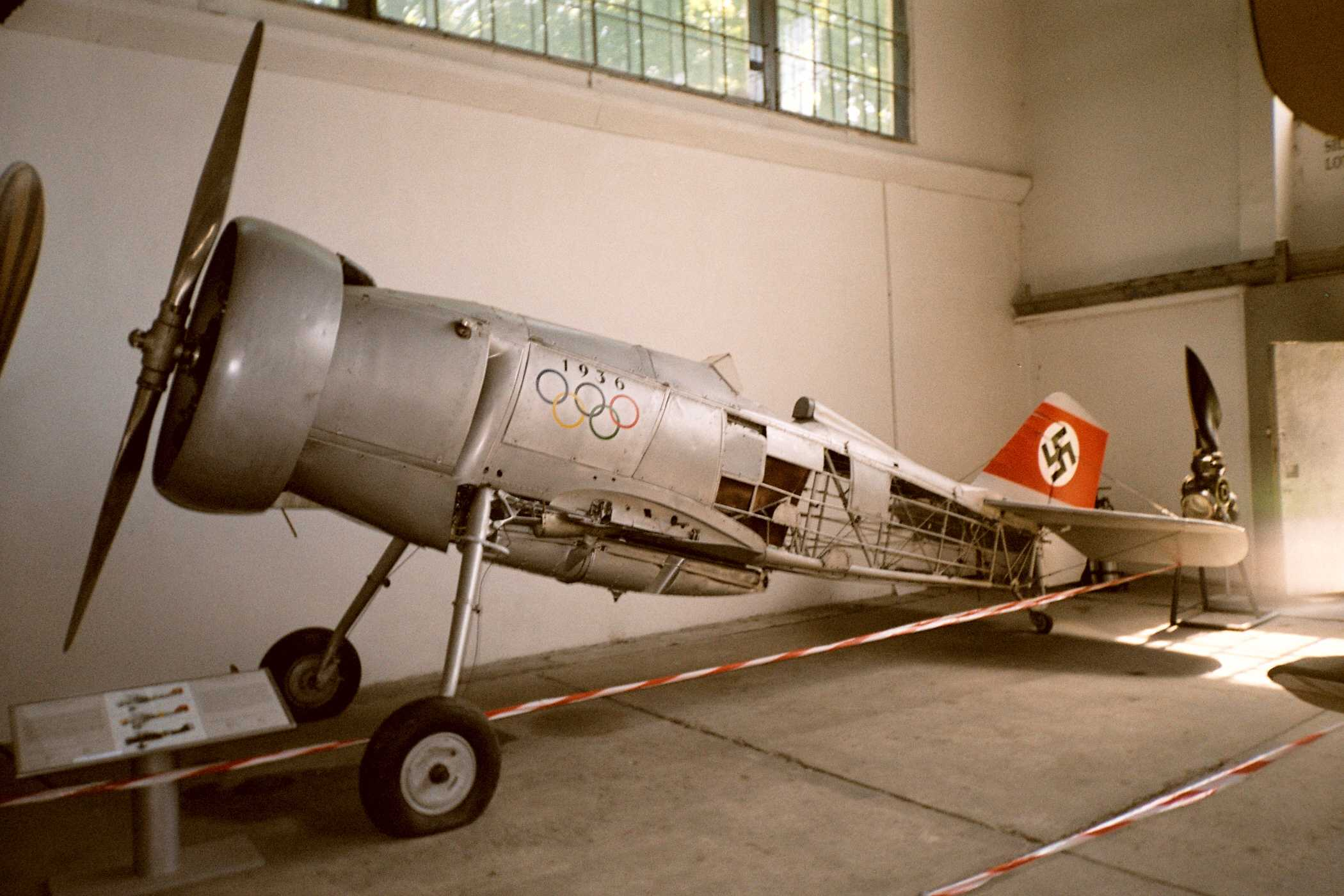
Curtiss Hawk II (D-IRIK) trưng bày tại Bảo tàng Hàng không Ba Lan.

Bolivia
 Chile
 Đài Loan
 Colombia
 Cuba
 Germany
 Na Uy
 Thái Lan
 Thổ Nhĩ Kỳ
 Perú
 United States
- Hải quân Hoa Kỳ

## Tính năng kỹ chiến thuật (F11C-2) & (BFC-2)
Dữ liệu lấy từ "The Complete Encyclopedia of World Aircraft" 
Đặc điểm tổng quát
- Kíp lái: 1
- Chiều dài: 22 ft 7 in (6,88 m)
- Sải cánh: 31 ft 6 in (9,6 m)
- Chiều cao: 9 ft 8,625 in (2,96 m)
- Diện tích cánh: 262 ft² (24,34 m²)
- Trọng lượng rỗng: 3.037 lb (1.378 kg)
- Trọng lượng cất cánh tối đa: 4.132 lb (1.874 kg)
- Động cơ: 1 × Wright R-1820-78 Cyclone, 700 hp (522 kW)

 Hiệu suất bay 
- Vận tốc cực đại: 202 mph (325 km/h)
- Vận tốc hành trình: 150 mph (241 kp/h)
- Trần bay: 25.100 ft (7.650 m)
- Vận tốc lên cao: 2.300 ft/phút (701 m/phút)

Trang bị vũ khí

- 2 × súng máy M1919 Browning ,30 in (7,62 mm)
- 1 × bom 215 kg (474 lb) hoặc 2 × bom 53 kg (117 lb)